# Радио и телевидение Сербии
«Радио и телевидение Сербии» (серб. Радио-телевизија Србије) — государственная организация Республики Сербия; до 1992 года — республиканский радиотелецентр «Радио и телевидение Белграда», объединённый с другими в «Югославское радио и телевидение».

## История

### «Радио Белград» (1929—1948)
В 1929 году была создана радиокомпания «Радио Белград» (серб. Радио Београд), запустившее одноимённый радиоканал. После запуска второго радиоканала, «Радио Белград 2» (Радио Београд 2), радиоканал «Радио Белград» был переименован в «Радио Белград 1» (Радио Београд 1).

### «Радио и телевидение Белграда» (1958—1992)
В 1958 году "Радио Белграда" запустила телеканал «Телевидение Белграда». Позднее была запущена радиостанция «Радио Белграда 3». В 1971 году РТБ запустило телеканал «Телевидение Белграда 2», телеканал «Телевидение Белграда» был переименован в «Телевидение Белграда 1». В 1989 году РТБ запустило молодёжный телеканал «Телевидение Белграда 3К».

### «Радио и телевидение Сербии» (с 1992)
В 1992 году «Радио и телевидение Белграда» было переименовано в «Радио и телевидение Сербии» (РТС). Переименование коснулось и телеканалов: ТВБ 1 в РТС Б1 («Б» означает «Белград»), ТВБ 2 — в РТС Б2, ТВБ 3К — в РТС Б3. Буквы «Б» из названий телеканалов были убраны в 1995 году.
10 июня 1999 года телеканал «РТС Приштина» был закрыт.
В июле 2001 года РТС была принята в Европейский вещательный союз. 5 мая 2006 года телеканал РТС 3 был закрыт. 28 ноября 2008 года РТС запустило телеканал «РТС Дигитал», 9 сентября 2009 года — РТС HD. В 2015 году «РТС Дигитал» был переименован в РТС 3. 1 октября 2018 года РТС HD был закрыт в связи с переводом всех телеканалов РТС в данный формат.

## Телеканалы и радиостанции

### Общенациональные телеканалы общей тематики
- РТС 1 — информационно-развлекательный
- РТС 2 — развлекательно-информационный

Доступны во всех районах Сербии через эфирное (цифровое (DVB-T2) на ДМВ, ранее — аналоговое (PAL) на МВ и ДМВ), кабельное, спутниковое телевидение и IPTV на первых двух каналах.

### Международные телеканалы
- «РТС Свет» — доступен во всём мире через спутниковое телевидение.

### Тематические общенациональные каналы
- РТС 3 — культура
- РТС HD — телеканал в формате высокой чёткости, закрыт в 2018 году

Доступен во всех районах Сербии через эфирное (цифровое (DVB-T2) на ДМВ), кабельное, спутниковое телевидение и IPTV.

### Общенациональные радиостанции общей тематики
- Радио Белград 1 — общая
- Радио Белград 2 — культура
- Радио Белград 3 — музыкальная

Доступны во всех районах Сербии через эфирное радиовещание (аналоговое на УКВ и СВ (Радио Белград 2 и Радио Белград 3 на одной частоте)).

## Некоторые программы
- «Вести» (главный выпуск новостей)
- «Дневник» (итоговый выпуск новостей)
- «Јутарњи Программ» («Утренняя программа»)
- «Шта радите, бре» (обзор сербских политических партий)
- «Београдска хроника» (передача о событиях в Белграде)
- «Глаз магазин» (программа о современных событиях)
- Evronet (ЕС и его экономические проекты в Сербии)
- «Кључ» (ток-шоу о современных событиях)
- «Слагалица» (развлекательная передача)
- «Србиja на вези» (программа о и для диаспоры)
- «Балканском улицом» (программа о великих людях великого города)
- «Квадратура круга» (публицистическая программа)
- «Упитник» (политическое шоу)
- «Ово је Србија» (часовое шоу, которое фокусируется на новостях из Сербии)

## Сериалы
- «Военная академия»